# Trần Văn Dung
Trần Văn Dung (tháng 7 năm 1944 – 6 tháng 7 năm 2022) là một sĩ quan cao cấp của Quân đội nhân dân Việt Nam, hàm Đại tá, nguyên Phó BTĐU Cục Tác Chiến-BTTM..

## Khen thưởng
- Huân chương Lao động hạng Ba;
- Huân chương Quân công hạng Nhì;
- Huân chương Kháng chiến chống Pháp hạng Nhất;
- Huân chương Kháng chiến chống Mỹ, cứu nước hạng Nhất;
- Huy chương Chiến công hạng Nhất, Nhì, Ba;
- Huy chương Chiến sĩ vẻ vang hạng Nhất, Nhì, Ba;
- Huy hiệu 55 năm tuổi Đảng